# Giovanni Michelucci
Giovanni Michelucci (Pistoia, 2 de enero de 1891 – Florencia, 31 de diciembre de 1990) fue un arquitecto y urbanista italiano. Es considerado uno de los mejores arquitectos italianos del siglo XX, y es conocido por haber proyectado la Estación de Santa María de Novella en Florencia.

## Biografía

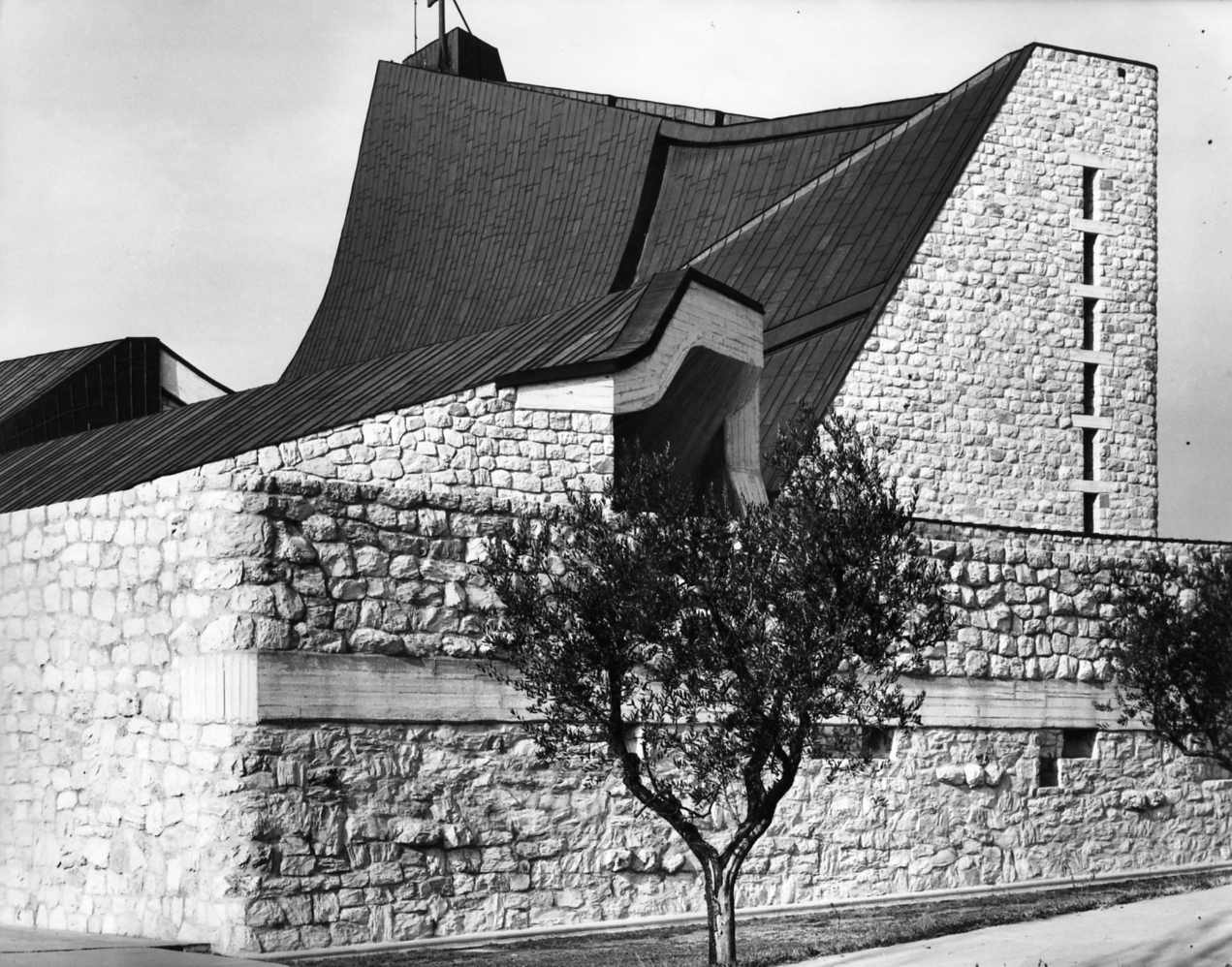
La iglesia de San Giovanni Battista, Carretera A11, llamada "Iglesia de la Autopista" (1960-64) fotografiada por Paolo Monti

Giovanni Michelucci nace en Pistoia, el seno de una familia dedicada al trabajo del hierro. En 1911 obtiene el diploma del Instituto Superior de Arquitectura. En la época entre 1913 y 1924 se dedicó a la xilografía, debido a la falta de trabajo especializado de la provincia. Mientras tanto, fue llamado para participar en la Primera Guerra Mundial, donde construyó una pequeña capilla, que es considerada su primera obra arquitectónica.
En 1920 obtuvo la cátedra de profesor en el Instituto de Arte de Roma y se dedicó a proyectos para alojamiento de los presos de Pistoia. En Roma, donde se mudó con su mujer Eloisa Pacini, se dedicó inicialmente al diseño de pequeñas villas, mientras que en Toscana, su región, realizó el pabellón para la Feria de Artesanía de Florencia.
En 1933, formando parte del llamado Grupo Toscano (con otros arquitectos como Nello Baroni, Pier Niccolò Berardi, Italo Gamberini, Sarre Guarnieri y Leonardo Lusanna) se adjudicó la construcción de la Estación de Santa María de Novella de Florencia. El proyecto, que se insertaba a pocos metros de la iglesia de nombre homónimo adquirió una notable fama internacional, no solo por el lenguaje racionalista y funcional empleado, sino por la capacidad de ubicarse de forma armónica en un contexto histórico de gran importancia.
Una vez convertido en un arquitecto afamado, Michelucci colaboró con Marcello Piacentini en la planificación de la Ciudad Universitaria de Roma.

## Proyectos destacados
- Estación de Firenze Santa Maria Novella
- Iglesia de la autopista del Sol
- Sede central de la Caja de Ahorros de Florencia, Florencia
- Sede provincial de la Posta Italiana, Florencia
- Ponte alle Grazie, Florencia
- La iglesia del Cuore Immacolato di Maria[1], Pistoia